# Chinati Foundation
La Fondation Chinati (Chinati Foundation/Fundación Chinati) est un musée d'art contemporain situé à Marfa, au Texas, établi sur les idées de son fondateur, l'artiste Donald Judd.  